# Thlaspi leblebicii
Thlaspi leblebicii är en korsblommig växtart som beskrevs av Gemici och Görk. Thlaspi leblebicii ingår i släktet skärvfrön, och familjen korsblommiga växter. Inga underarter finns listade i Catalogue of Life.